# THOR (Schiff, 1981)
Die THOR („Twin Hull Oil Recovery Ship“ (Doppelrumpf-Ölauffangschiff)) war bis 2021 ein Ölauffangschiff des Niedersächsischen Landesbetriebs für Wasserwirtschaft, Küsten- und Naturschutz (NLWKN) und stand dem Havariekommando bei Ölunfällen zur Verfügung.

## Geschichte
Das Schiff wurde 1981 unter der Baunummer 8006 auf der C. Lühring Schiffswerft in Brake (Unterweser) gebaut. Die Kiellegung fand im Januar, der Stapellauf im Oktober 1981 statt. Im November des Jahres wurde das Schiff fertiggestellt. Die THOR war in Wilhelmshaven stationiert. Nachdem bei der letzten Werftliegezeit im Jahr 2021 die Klasse nicht verlängert und sicherheitsrelevante Ausrüstung nicht erneuert wurde, war das Schiff beim Jade-Dienst aufgelegt. Im Dezember 2023 wurde die THOR bei der VEBEG zum Kauf angeboten und ist seit Anfang 2024 im Besitz der Fa. Bröring in Cuxhaven.

## Technische Daten
Das Klappschiff wird von zwei Sechszylinder-Viertakt-Dieselmotoren mit einer Leistung von jeweils 243 kW angetrieben, die über Getriebe auf zwei Ruderpropeller am Heck des Schiffes wirken. Zwei weitere Kegeljets befinden sich Vorschiffsbereich. Hiermit wird das Auf- und Zuklappen der Schiffshälften für die Ölbekämpfung maßgeblich unterstützt.

## Ölaufnahme
Zur Ölaufnahme können beide Schiffshälften vom Bug her bis zu 65 Grad geöffnet werden. So entsteht ein offenes Dreieck mit 31 m Auffangbreite, in dem sich das Öl sammelt. Bei einer Arbeitsgeschwindigkeit von einem Knoten wird das Öl durch Wehröffnungen in den beiden Schiffshälften gedrückt und durch Separatoren mit den Ladepumpen in die Ladetanks befördert. Die Menge des aufgenommenen Öls hängt von der Viskosität und der Schichtdicke ab.